# Kongernes Samling
Kongernes Samling, tidligere De Danske Kongers Kronologiske Samling, er en museumssamling tilknyttet Kongehuset, hvis formål er at fortælle den danske historie belyst ud fra kongerne. Museet har fem afdelinger, Rosenborg Slot, Amalienborgmuseet, Koldinghus, Christiansborg Slot og Eremitageslottet. Oprettelsen skete ved kongelig resolution af 4. maj 1833, hvor der nedsattes en kommission "til en chronologisk Ordning og Opstilling af de Kunstsager m.m., som opbevaredes paa Rosenborg Slot". Fem år senere kunne man åbne døren for publikum på Rosenborg. Museet brød på afgørende vis med samtidige udstillingsprincipper. Man skabte en række interiører i kronologisk rækkefølge, hvor de enkelte rum fortalte om den enkelte konge og hans samtid. Udgangspunktet var Rosenborgs bygherre, Christian 4. Man havde allerede ved åbningen i 1838 et rum for Frederik 6., selv om denne først døde året efter. Siden hen tilføjedes rum for Christian 8., Frederik 7. og Christian 9. For det Glückborgske kongehus blev der dog etableret en særskilt afdeling på Amalienborg, først i Christian IX's Palæ i årene 1977-82, senere i Christian VIII's Palæ, hvor Amalienborgmuseet åbnede i 1994. Siden 1. januar 2021 har også Koldinghus været en afdeling af Kongernes Samling, og siden 1. januar 2025 har Christiansborg Slot og Eremitageslottet været del af Kongernes Samling.

## Ejerforhold
Efter grundlovens indførelse i 1849 overgik Kronens besiddelser til den danske stat. Ved kongelig resolution af 14. juni 1854 blev det dog fastslået, at Samlingerne på Rosenborg skulle betragtes "som det kongelige Huses uafhændelige Ejendom, arvelig fra Konge til Konge", men dog i nogen grad under statens kontrol.

## Direktion
Denne liste er ufuldstændig; hjælp gerne med at udfylde den.
- 1910-1948: Frands Brockenhuus-Schack, greve
- 1948-1957: Christopher Trampe, greve
- 1957-1971: Gunnar Bardenfleth
- 1971-1983: Morten Olufsen
- 1987-2007: Niels Eilschou Holm, kabinetsekretær, kammerherre
- 2007-: Henning Fode Kabinetsekretær, Kammerherre

## Ledelse
Denne liste er ufuldstændig; hjælp gerne med at udfylde den.
- 1858-1883: J.J.A. Worsaae
- 1883-1898: Peter Brock
- 1898-1910: William Mollerup
- 1910-1926: Bering Liisberg
- 1934-1977: Gudmund Boesen Fra 1965 overinspektør[2]
- 1977-1980: Henrik Ditlev Schepelern (konstitueret)[3]
- 1980-1998: Mogens Bencard[4]
- 1998-2013: Niels-Knud Liebgott
- 2013-2018: Jørgen Selmer[5]
- 2018- : Thomas C. Thulstrup [6]

## Eksterne links
1. ↑  https://www.kongehuset.dk/nyheder/%C3%A6ndringer-i-formidlingen-af-christiansborg-slot-og-eremitageslottet
2. ↑  Gudmund Boesen | lex.dk – Dansk Biografisk Leksikon
3. ↑  H.D. Schepelern | lex.dk – Dansk Biografisk Leksikon
4. ↑  Mogens Bencard | lex.dk – Dansk Biografisk Leksikon
5. ↑  "Arkiveret kopi". Arkiveret fra originalen 25. oktober 2021. Hentet 25. oktober 2021.
6. ↑  Ny museumsdirektør til Kongernes Samling kongernessamling.dk

- De Danske Kongers Kronologiske Samling: Rosenborg Slot – officiel website
- Amalienborgmuseet – officiel website

- Wikimedia Commons har flere filer relateret til Kongernes Samling

55°41′4.99″N 12°34′44.25″Ø / 55.6847194°N 12.5789583°Ø